# Caroline Crossley
Caroline Crossley (19 de abril de 1998) é uma jogadora de rugby sevens canadense.

## Carreira
Ao lado das companheiras de equipe Pam Buisa e Charity Williams, Crossley também representa a equipe nacional feminina de sevens no Grupo de Trabalho de Negros, Indígenas e Pessoas de Cor do Rugby Canada, que foi estabelecido em 17 de julho de 2020.
Ela foi escolhida para as Olimpíadas de Verão de 2024 em Paris, França. A equipe ganhou uma medalha de prata, vindo de 0-12 atrás para derrotar a Austrália por 21-12 nas semifinais, antes de perder a final para a Nova Zelândia. A CBC Sports chamou Crossley de "estrela em ascensão" na equipe canadense de rugby sevens em 2019.